# Ракоці Дєрдь I
Ракоці Дєрдь I (угор. I. Rákóczi György; 8 червня 1593 — 11 жовтня 1648) — Великий князь Семигороду (1630—1648), один з провідників протигабсбурзької коаліції у Тридцятилітній війні.
1648, по смерті Владислава IV, висунув свою кандидатуру на польську корону і зав'язав за посередництвом Юрія Немирича дипломатичні зв'язки з Богданом Хмельницьким. Хмельницький вислав до Семигороду посольство на чолі з Іваном Виговським, яке прибуло туди вже по смерті Ракоці.